# Skalmierz
Skalmierz – wieś w Polsce położona w województwie łódzkim, w powiecie sieradzkim, w gminie Błaszki.
W latach 1975–1998 miejscowość administracyjnie należała do województwa sieradzkiego, wcześniej do województwa poznańskiego i powiatu kaliskiego.
Nazwa miejscowości została zanotowana po raz pierwszy w 1391 roku jako Scarbimirz. Najstarsze zapisy wskazują, że pierwotnie wieś nosiła nazwę Skarbimi(e)rz, która utworzona została od imienia Skarbimir poprzez dodanie przyrostka *-jь (zmiękczającego wygłosowe -r, kontynuowane jako -rz), nadającego nazwie charakteru dzierżawczego i znaczenia ‘osada, własność Skarbimira’. Z czasem doszło do uproszczenia fonetycznego grupy -rbm- do -rm-, a następnie do -lm-, prowadząc do ukształtowania się formy Skalmierz.
W czasach I Rzeczypospolitej Skalmierz położony był w powiecie sieradzkim województwa sieradzkiego. W okresie zaboru rosyjskiego miejscowość leżała w gminie Staw, w powiecie kaliskim guberni kaliskiej.
W Skalmierzu znajduje się przystanek kolejowy na którym zatrzymują się wyłącznie pociągi osobowe.
Liczba ludności według danych z 2011 roku wynosi 348 osób.